# Ages (album)
 (janvier 2017).
Si vous disposez d'ouvrages ou d'articles de référence ou si vous connaissez des sites web de qualité traitant du thème abordé ici, merci de compléter l'article en donnant les références utiles à sa vérifiabilité et en les liant à la section « Notes et références ».
Albums de Edgar Froese
Macula Transfer
(1976) Stuntman
(1979)
Ages est le quatrième album solo d'Edgar Froese, leader du groupe de musique électronique allemand Tangerine Dream, sorti en 1978.

## Liste des titres

### Édition originale (2 x LP, 1978)
Toutes les chansons sont écrites et composées par Edgar Froese.
| A1. | Metropolis (Inspiré par le film de Fritz Lang) | 11:00 |
| A2. | Era of The Slaves                              | 8:05  |

| B1. | Tropic of Capricorn | 21:06 |

| C1. | Nights of Automatic Woman | 9:00 |
| C2. | Icarus                    | 9:07 |
| C3. | Childrens Deeper Study    | 4:21 |

| D1. | Ode To Granny A.              | 4:39 |
| D2. | Pizarro and Atahuallpa        | 7:30 |
| D3. | Golgatha and The Circus Close | 8:30 |

### Ré-édition (CD, 2005)
Toutes les chansons sont écrites et composées par Edgar Froese.
| No | Titre                         | Durée |
| -- | ----------------------------- | ----- |
| 1. | Ikarus                        | 9:14  |
| 2. | Metropolis                    | 5:44  |
| 3. | Era of The Slaves             | 8:11  |
| 4. | Nights of Automatic Woman     | 10:06 |
| 5. | Ode To Granny A               | 4:48  |
| 6. | Pizarro and Atahualpa         | 8:15  |
| 7. | Tropic of Capricorn           | 20:47 |
| 8. | Golgatha and The Circus Close | 9:36  |

Note
- Cette version CD contient les enregistrements originaux de l'album 2xLP de 1978, à l'exception de la dernière piste Golgatha and The Circle Closes en raison de la limitation d'espace sur un seul CD.

## Crédits
- Edgar Froese : guitare, claviers, synthétiseur, chant, production, écriture, musique et mixage
- Claus Crieger : batterie, percussions
- Ottmar Bergler : ingénieur (mixage)
- John Dent : mastering
- Monique Froese : photographie, design (pochette)